# Borussia Dortmund
BV Borussia 09 Dortmund, egentligen Ballspielverein Borussia 09 Dortmund e.V., även BVB, Borussia Dortmund eller Borussia, är en fotbollsklubb grundad 19 december 1909 i Dortmund i Tyskland.

## Historia

### BVB bildas
BVB bildades av ett gäng ungdomar i Dortmund den 19 december 1909 som Ballspielverein Borussia 09 Dortmund. Borussia, från latinets ord för Preussen, valdes inte av nationalistiska skäl utan på grund av att det närliggande bryggeriet hade detta namn. Många av grundarna överlevde inte första världskriget.

### De första framgångarna
Under 1920-talet fick Dortmund sin första framgångar på regional nivå och under 1930-talet var klubben en av de ledande i Ruhrområdet och deltog i den regionala högstaligan. Det var under 1930-talet som den stora derbytraditionen med rivalen FC Schalke 04 fick sin start. FC Schalke 04 hade sitt starkaste lag genom historien vid denna tid.

### Den första storhetstiden
Innan 1990-talet var den senaste storhetstiden under 1950- och 1960-talen då klubben vann sina tre första mästerskap. 1956 tog man sitt första historiska guld med Adi Preissler som lagkapten. 10 år senare blev man första tyska lag att ta hem en europeisk cup då man vann Cupvinnarcupen. Dortmund mötte Liverpool och Dortmund stod för en stor bedrift. Dortmund lyckades besegra engelsmännen genom att spela offensiv fotboll, och i finalen stod man som segrare efter att Reinhard Libuda avgjort i förlängningen.
Samma år deltog Dortmund-spelarna Hans Tilkowski, Lothar Emmerich och Siegfried Held i det västtyska landslag som kom tvåa i fotbolls-VM.
Borussia Dortmund var ett av de 16 lag som deltog i den första upplagan av Bundesliga, som spelades säsongen 1963/1964. Dortmunds Timo Konietzka blev den första målskytten i Bundesligas historia då han gjorde 1-0 borta mot SV Werder Bremen (förlust 2-3).

### Ekonomisk kris
Under 1970-talet gick det allt sämre för klubben och man hade inte landslagsspelare som man haft under 1960-talet. Klubben hamnade i skuggan av de nya storklubbarna FC Bayern München och Borussia Mönchengladbach. Men publikstödet var fortfarande stort och 1974 fick man en helt ny arena då Westfalenstadion byggdes inför VM i fotboll. I början av 80-talet blev det ekonomiska läget allt mer akut och 1984 var man på ruinens brant men lyckades komma tillbaka under Gerd Niebaums ledning.

### Storhetstiden under 1990-talet
Efter att under 1970- och 1980-talet haft dåliga resultat och inte vunnit titlar vann man tyska cupen 1989, vilket kom att bli startskottet för en ny storhetstid under 1990-talet. Borussia Dortmund klev under 1990-talet fram som en av Tysklands storklubbar och som en av de mest framgångsrika med dubbla ligasegrar 1995 och 1996 samt segrar i Champions League och Interkontinentalcupen 1997. Klubben gjorde sin kanske bästa värvning någonsin då man engagerade Ottmar Hitzfeld som tränare.
Under 1990-talets storhetstid spelade bland andra landslagsspelarna Jürgen Kohler, Andreas Möller och Matthias Sammer i klubben. Dominansen innebar för första gången sedan början av 1980-talet att en klubb på allvar hotade Bayern Münchens ställning i toppen. I det Tyskland som vann EM 1996 fanns flera nyckelspelare från Dortmund: Sammer spelade en avgörande roll och blev vald till Europas bästa och Andreas Möller var en av de stora mittfältarna.

### Dortmund 1997–2004
Efter de stora åren följde en period där klubben inte kunde leva upp till de då högt ställda förväntningarna. Misslyckade satsningar och många tränarbyten följde. 1999–2000 hade man en usel säsong och slogs i botten av tabellen. Udo Lattek engagerade som tränaren och lyckades få ordning på laget i slutet av säsongen men valde att kliva av och istället tog storspelaren Matthias Sammer över. Sammer kunde med sin auktoritet föra klubben tillbaka till toppen. De nya spelarna, däribland flera utländska spelare med ledande roller, hade sin bästa säsong 2001–2002 då Dortmund vann ligan och avancerade till UEFA-cupfinal. I laget spelade fortfarande veteranerna Stefan Reuter och Jürgen Kohler men man hade även aktuella landslagsspelare i Jens Lehmann, Christoph Metzelder och Lars Ricken. Bland de utländska spelare utmärkte sig bland andra brasilianaren Márcio Amoroso och tjeckerna Jan Koller och Tomas Rosicky.
Efter en sämre säsong 2003–2004 valde Sammer att kliva av och istället tog Bert van Marwijk över. Marwijk hade besegrat Dortmund som tränare för Feyenoord i UEFA-cupfinalen 2002. Dortmund hade stora förhoppningar på en nytändning för laget men det lyckades inte fullt ut. En svag höst fylldes av en stark vårsäsong men detta räckte inte till någon topplacering. Men det var inte på utan utanför planen som Dortmund gick sin tuffaste match. De gångna årens felsatsningar hade gett klubben stora skulder och Dortmund var illa ute med 98 miljoner euro i skulder. År 2004 avgick presidenten Gerd Niebaum efter 18 år och en rad framgångar.

### 2004 till idag

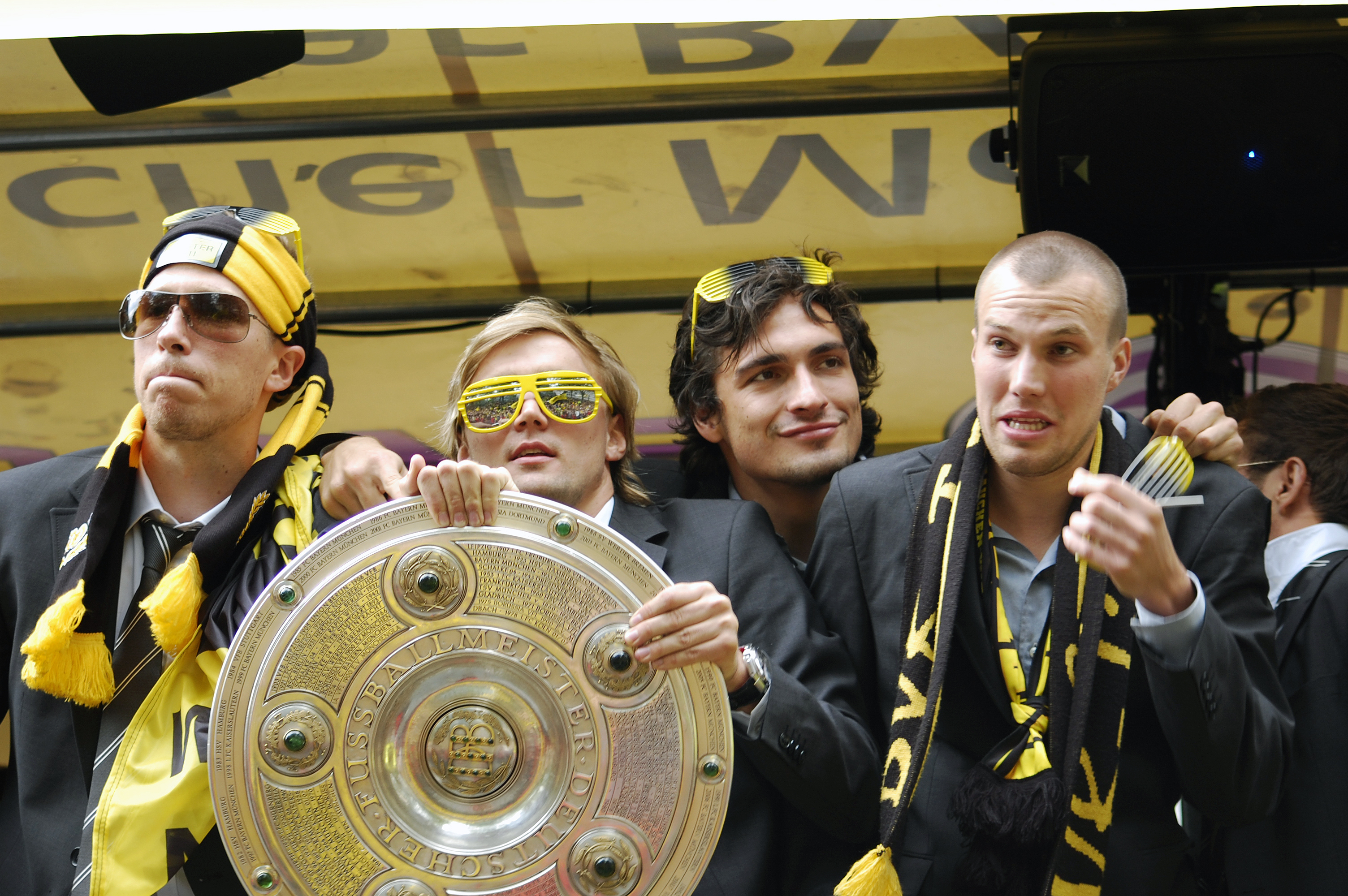
Fyra av Dortmunds spelare firar vinsten efter Bundesligasäsongen 2010/11.

En plan skapades för att sanera klubbens ekonomi och därför såldes några stjärnspelare och ersattes med yngre spelare från den egna fotbollsskolan. Den sportsliga framgången var dock inte lika tydlig som under tidigare år och laget hamnade två år i rad på sjunde plats i Bundesliga. Efter ytterligare en niondeplats under säsongen 2006/07 och svaga resultat under början av följande säsong höjdes kritiken mot tränaren Bert van Marwijk. van Marwijk sa i december 2007 att han ska sluta efter säsongen, men redan två förlustmatcher senare blev han ersatt av Jürgen Röber. Röber var bara ansvarig för laget åtta matcher, då laget under honom hamnade vid tabellens botten. De sista fem matcherna var Thomas Doll tränare för Dortmund och de lyckades vinna 12 poäng, vilket resulterade i en 13:e plats. Särskilt vinsten i derbyt mot Schalke 04 gav nya hopp om följande framgångar.
Dortmund var under säsongen 2007/08 i finalen av DFB-Pokal som man förlorade mot Bayern München. Men eftersom Bayern München blev tyska mästare under denna säsong tog sig Dortmund till UEFA-cupen 2008/2009.
Under Jürgen Klopp, som ersatte Thomas Doll som tränare, fortsatte Dortmunds satsning på unga spelare. Laget slutade på sjätte plats i Bundesliga under säsongen 2008/09, samt på femte plats under säsongen 2009/10. Följande säsong dominerade Dortmund ligan och trots att bara en stamspelare (målvakten Roman Weidenfeller) var äldre än tjugo och ett halvt år vann de Bundesliga. Början av säsongen 2011/12 gick något trögt och därför vanns ligan av Bayern München, tre poäng före Dortmund. Även lagets deltagande i UEFA Champions League var kortvarigt. Efter flera vunna matcher under våren 2012 säkrade Dortmund förstaplatsen i Bundesliga redan tre speldagar före säsongsavslutningen.
Under säsongen 2012/2013 förlorade man tyska ligan till Bayern München tidigt. Men efter 16 år gick man vidare till Champions League-finalen på Wembley den 25 maj, efter att ha slagit ut Real Madrid i semifinalen. Borussia Dortmund förlorade finalen med 2–1 mot rivalen Bayern München. Borussia Dortmund fick dock revansch mot just Bayern München i supercupfinalen och vann med 4–2, vilket innebär att Dortmund trots allt fick en titel.
Borussia Dortmund mötte Monaco i Champions League-kvartsfinalen 11 april 2017. Dortmunds spelarbuss var på väg till matchen då fler explosioner skedde. Den 26-årige försvararen Marc Bartra skadades allvarligt och fördes till sjukhus för att opereras.
Säsongen 2023 var Dortmund nära att vinna Bundesliga för första gången på elva år. Inför den sista omgången, en match mot Mainz på hemmaplan, ledde man ligan med två poängs marginal till Bayern München. Dortmund lyckades endast spela lika, samtidigt som Bayern vann sin match mot Köln, vilket innebar att båda lagen slutade på 71 poäng. Eftersom Bayern hade bättre målskillnad blev det till slut de som vann ligan.

## Fans

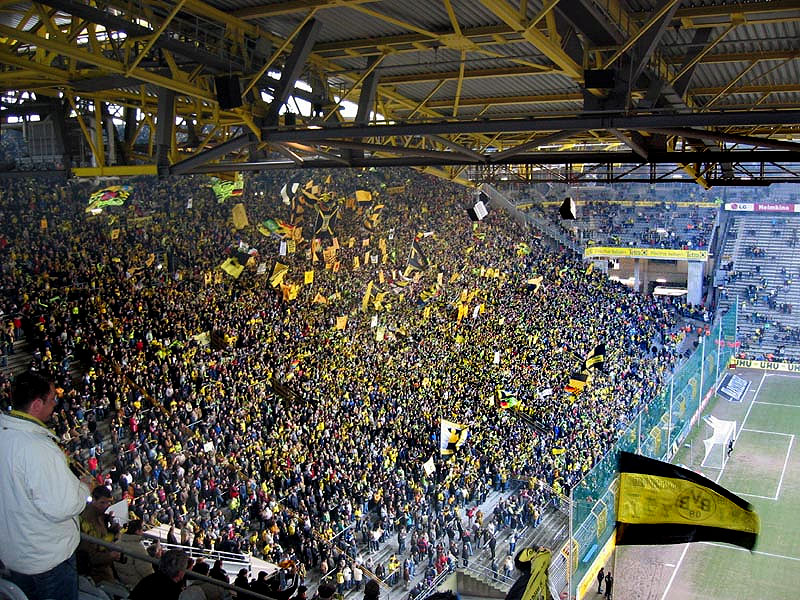
Läktaren Südtribüne

Som en av Tysklands och Europas största klubbar har Borussia Dortmund en stor och trogen fanskara. Dortmund toppar listor över bäst publiksnitt för europeisk klubbfotboll.
Sedan augusti 2008 finns en svensk supporterklubb till Borussia Dortmund (Schwedische Borussen). Hösten 2010 blev Schwedische Borussen en officiell supporterklubb till Borussia Dortmund.

## Ruhr-derbyn

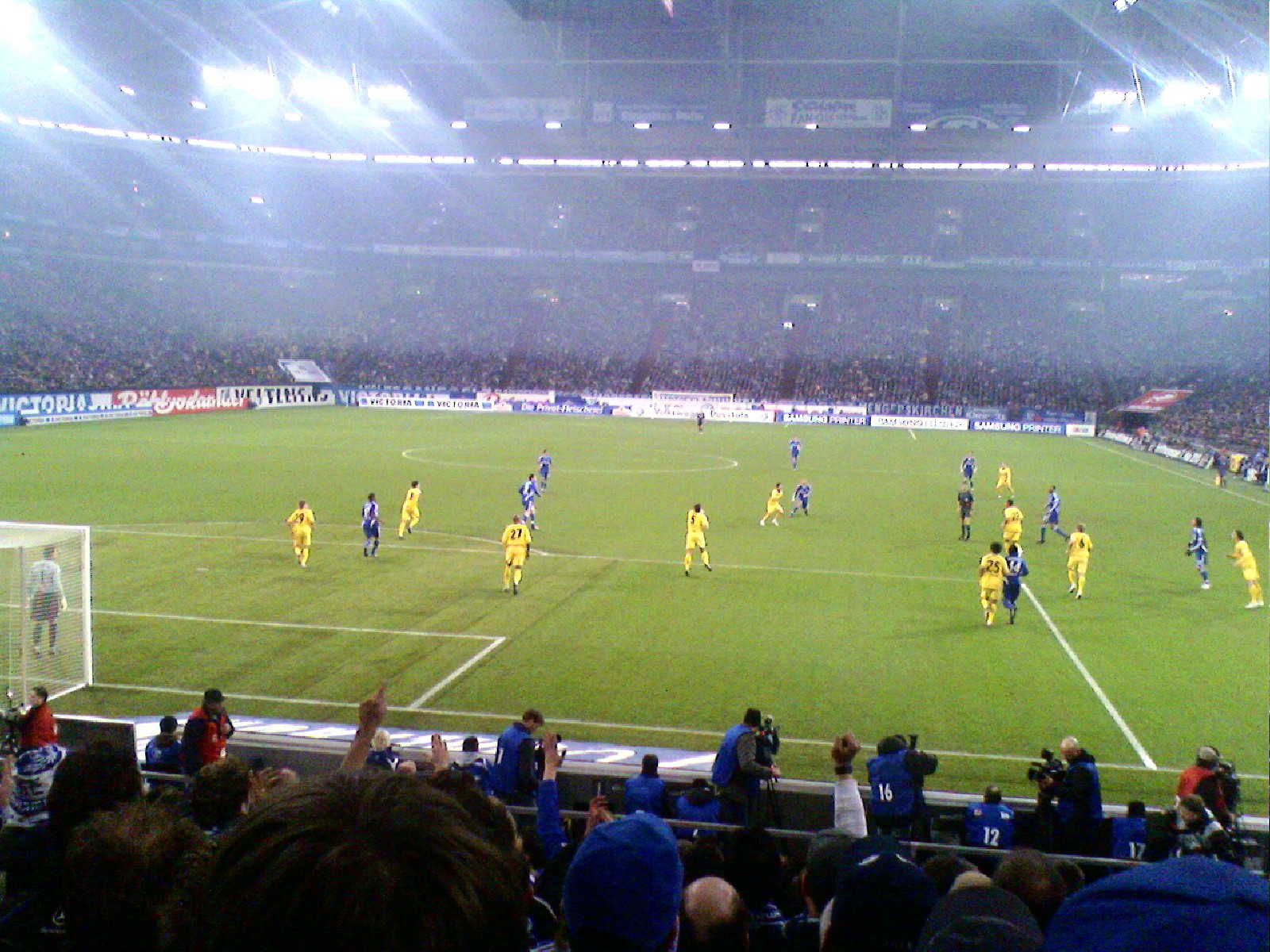
Borussia Dortmund mot Schalke i Bundesliga

Dortmund har genom åren spelat en rad Ruhr-derby i det fotbollstäta Ruhrområdet. De mest prestigefyllda och största derbyna är mot Schalke som tillsammans med Dortmund dominerar fotbollen i området.

## Dortmunds arenor
Dortmunds nuvarande arena, Westfalenstadion, numera känd under sponsornamnet Signal Iduna Park, tillhör de största i världen. Fram till 1974 spelade man på Stadion Rote Erde som använts från 1920-talet och som genom åren byggdes om.

## Truppen
| 1  | Schweiz  | Gregor Kobel    | 6 december 1997  | Stuttgart (-21)       |
| 33 | Tyskland | Alexander Meyer | 13 april 1991    | Jahn Regensburg (-22) |
| 35 | Polen    | Marcel Lotka    | 25 maj 2001      | Hertha Berlin (-22)   |
| 38 | Tyskland | Luca Unbehaun   | 27 februari 2001 | Borussia Dortmund     |

| 2  | Spanien   | Mateu Morey        | 2 mars 2000       | Barcelona (-19)           |
| 4  | Tyskland  | Nico Schlotterbeck | 1 december 1999   | Freiburg (-22)            |
| 13 | Portugal  | Raphaël Guerreiro  | 22 december 1993  | Lorient (-16)             |
| 14 | Tyskland  | Nico Schulz        | 1 april 1993      | Hoffenheim (-19)          |
| 16 | Schweiz   | Manuel Akanji      | 19 juli 1995      | Basel (-18)               |
| 24 | Belgien   | Thomas Meunier     | 12 september 1991 | Paris Saint-Germain (-20) |
| 25 | Tyskland  | Niklas Süle        | 3 september 1995  | Bayern München (-22)      |
| 36 | Tyskland  | Tom Rothe          | 29 oktober 2004   | St. Pauli (-21)           |
| 44 | Frankrike | Soumaïla Coulibaly | 14 oktober 2003   | Paris Saint-Germain (-21) |

| 6  | Turkiet   | Salih Özcan      | 11 januari 1998  | Köln (-22)                     |
| 7  | USA       | Giovanni Reyna   | 13 november 2002 | New York City (-19)            |
| 8  | Tyskland  | Mahmoud Dahoud   | 1 januari 1996   | Borussia Mönchengladbach (-17) |
| 10 | Belgien   | Thorgan Hazard   | 29 mars 1993     | Borussia Mönchengladbach (-19) |
| 17 | Tyskland  | Marius Wolf      | 27 maj 1995      | Eintracht Frankfurt (-18)      |
| 19 | Tyskland  | Julian Brandt    | 2 maj 1996       | Bayer Leverkusen (-19)         |
| 23 | Tyskland  | Emre Can         | 12 januari 1994  | Juventus (-20)                 |
| 30 | Tyskland  | Felix Passlack   | 29 maj 1998      | Borussia Dortmund              |
| 32 | Frankrike | Abdoulaye Kamara | 6 november 2004  | Paris Saint-Germain (-21)      |
| 42 | Tyskland  | Göktan Gürpüz    | 22 januari 2003  | Borussia Dortmund              |

| 9  | Elfenbenskusten | Sébastien Haller  | 22 juni 1994     | Ajax (-22)              |
| 18 | Tyskland        | Youssoufa Moukoko | 20 november 2004 | Borussia Dortmund       |
| 20 | Frankrike       | Anthony Modeste   | 14 april 1988    | Köln (-22)              |
| 21 | Nederländerna   | Donyell Malen     | 19 januari 1999  | PSV (-21)               |
| 27 | Tyskland        | Karim Adeyemi     | 18 januari 2002  | Red Bull Salzburg (-22) |
| 43 | England         | Jamie Gittens     | 8 augusti 2004   | Manchester City (-20)   |

### Utlånade spelare
| Nr | Land     | Pos | Namn                                                    |
| -- | -------- | --- | ------------------------------------------------------- |
|    | Tyskland | A   | Ansgar Knauff (i Eintracht Frankfurt till 30 juni 2023) |

## Kända spelare
- Jens Lehmann
- Jan Koller
- Matthias Sammer
- Andreas Möller
- Christian Wörns
- Stefan Reuter
- Frank Mill
- Lothar Emmerich
- Siegfried Held
- Timo Konietzka
- Adi Preissler
- Tomas Rosicky
- Christoph Metzelder
- Alexander Frei
- Sebastian Kehl
- Dedê
- Mohamed Zidan
- Marco Reus
- Mario Götze
- Robert Lewandowski
- Mats Hummels
- Erling Haaland

## Tränare
- Jürgen Klopp
- Rasgo Ismail
- Peter Krawietz
- Wolfgang de Beer
- Oliver Bartlett
- Florian Wangler